# Boschstraat (Breda)
De Boschstraat is een van de oudste straten in de binnenstad van Breda. Het was een van de drie toegangswegen naar de stad.
Er zijn diverse monumentale panden, zoals het voormalige Oude Mannenhuis op nummer 22, dat later de Beyerd en vervolgens Museum Of The Image (voorheen Graphic Design Museum) werd. Vanaf het voorjaar van 2017 is hier het Stedelijk Museum Breda gevestigd. Op nummer 35-37 is het huis De Olyton, gebouwd in 1791. Op nummer 57 was onder meer Huize Raffy, een verzorgingshuis voor Indonesische ouderen, gevestigd. Een monument dat is verdwenen is het voormalige hotel de Kroon op nummer 28. 
De straat biedt diverse winkels, woonhuizen en een horeca-gelegenheid gevestigd.

## Geschiedenis
De Boschstraat heette tot in de zestiende eeuw Gasthuyseynde. Op de kop van de Boschstraat was de stadspoort de Boschpoort, een van de drie stadspoorten van Breda gevestigd. De Boschpoort is gebouwd van Bentheimer-steen in 1774 met erachter een wapenplein. De Boschpoort lag tussen de bastions 's Bosch en Mansfeld. Voor de poort lag het ravelijn Prins Maurits. De weg buiten de poort splitste zich links naar Terheijden en Moerdijk en rechts naar 's-Hertogenbosch en Oosterhout. Op de stadspoort stond het wapen van de stad en in het fronton aan de buitenzijde was het wapen van Prins Willem V. Een klein restant van de oude stadspoort is nog te zien op de hoek van de Veemarktstraat.
Vroeger ging de paardentram van de Ginnekensche Tramweg Maatschappij door de Boschstraat richting station Breda.

## Galerij

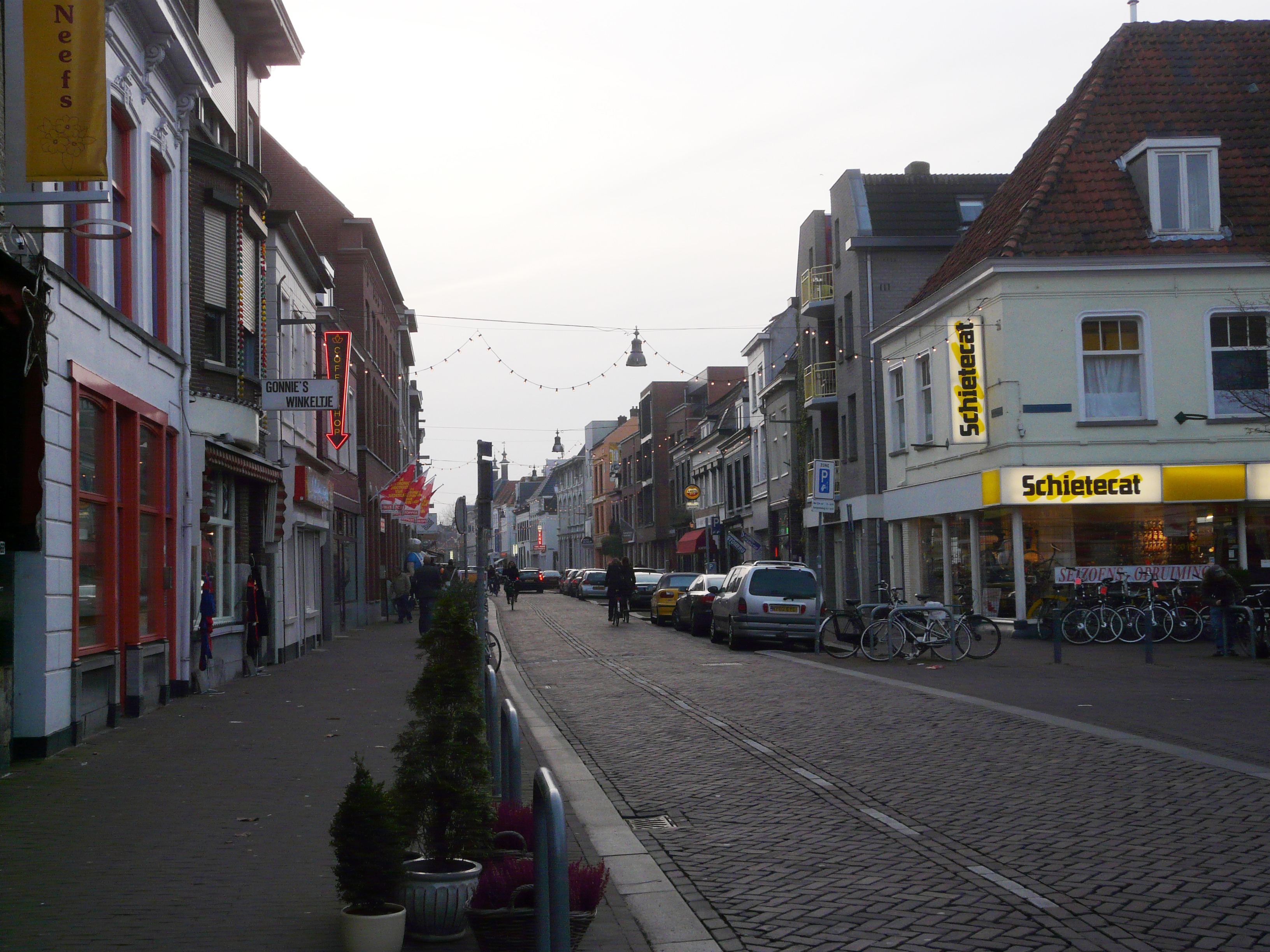
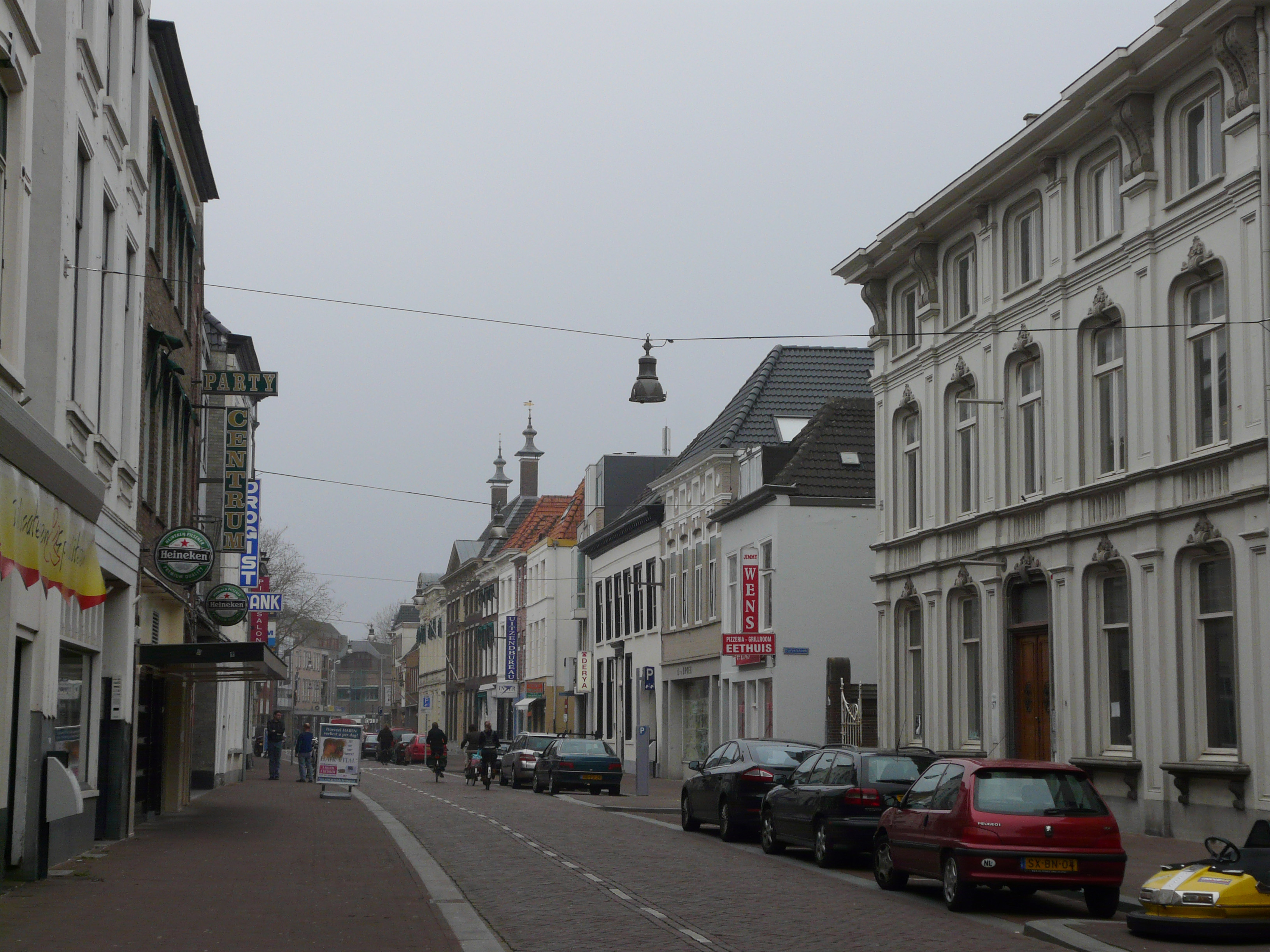
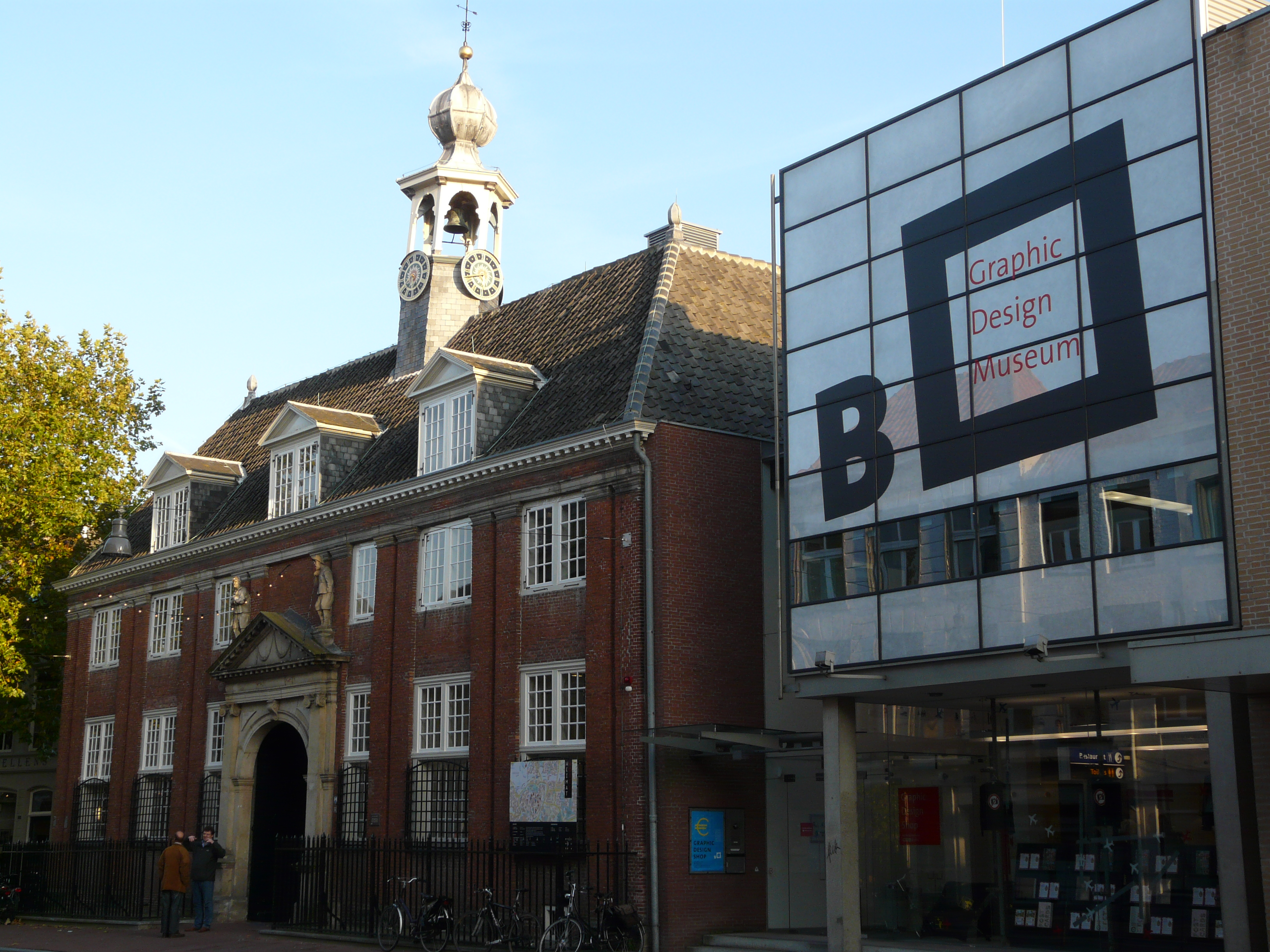
Stedelijk Museum Breda voorheenMuseum Of The Image en daarvoor het Graphic Design Museum